# Wilhelm Altmann

Wilhelm Altmann im Jahr 1927 von Georg Fayer fotografiert

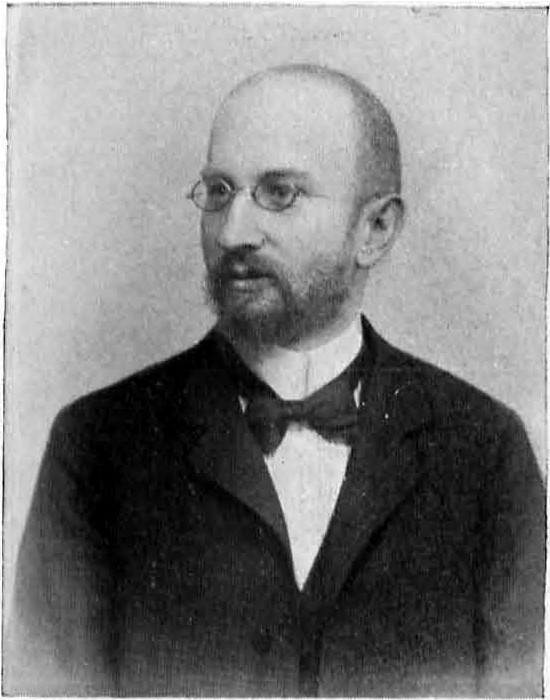
Wilhelm Altmann (1905)

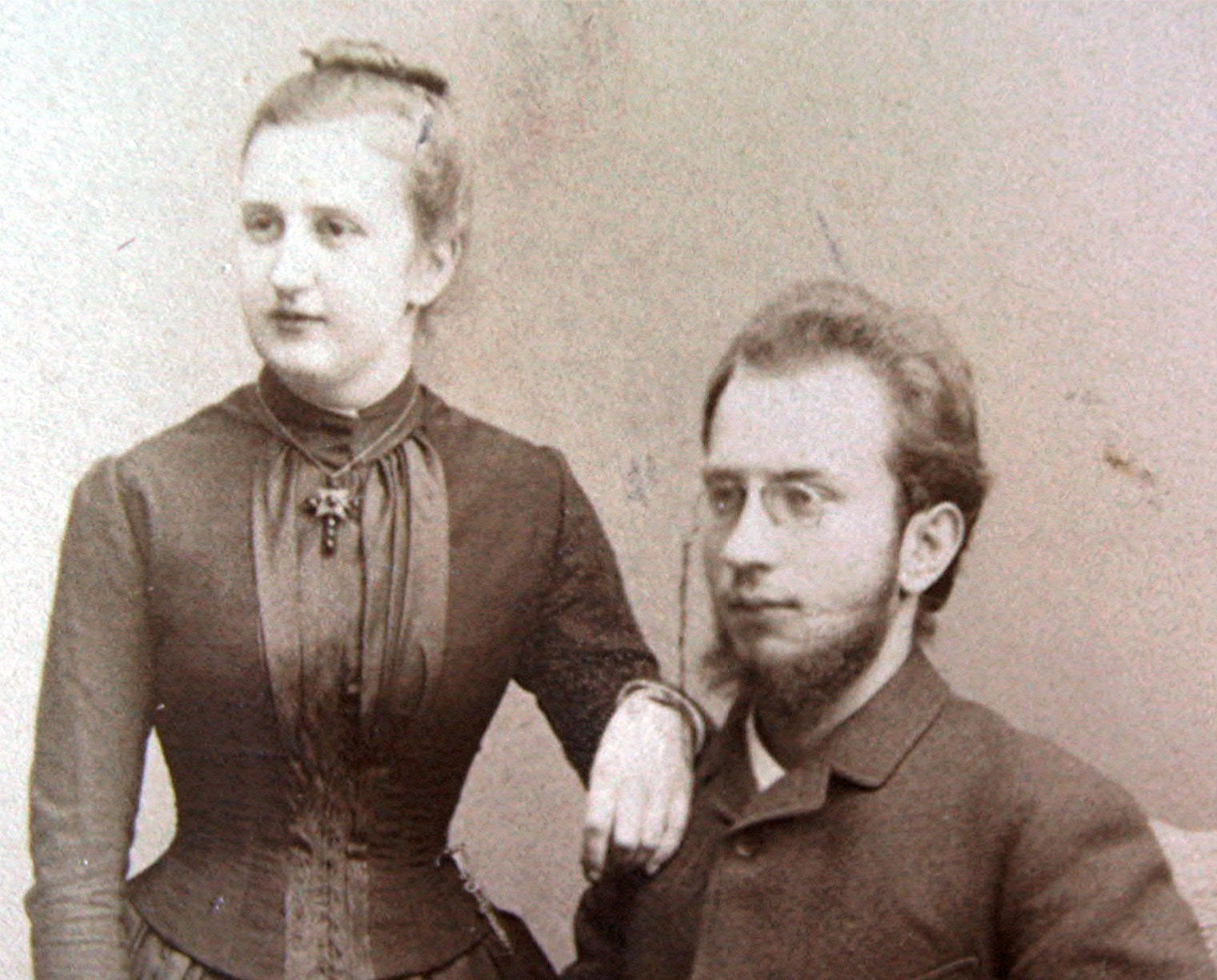
Wilhelm Altmann mit Ehefrau Marie geb. Louis ca. im Jahr 1888

Wilhelm Altmann als Radfahrer auf dem Greifswalder Wall ca. im Jahr 1898

Wilhelm Altmann mit Tochter Ursula und Sohn Berthold
im Jahr 1907

Private Signatur von Wilhelm Altmann

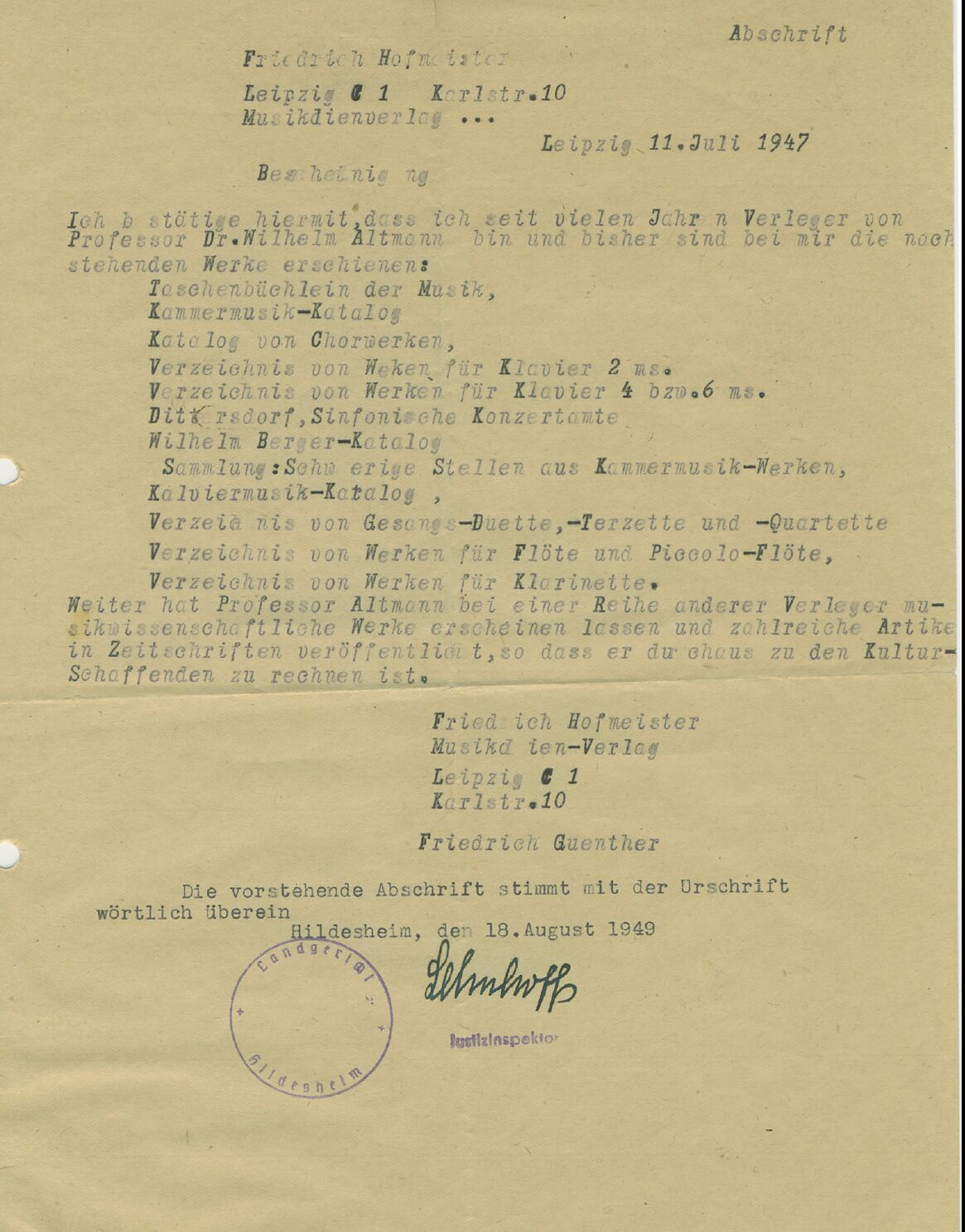
Nachweis als „Kulturschaffender“ aus dem Jahr 1947

Wilhelm Albrecht Altmann (* 4. April 1862 in Adelnau, Provinz Posen; † 25. März 1951 in Hildesheim) war ein deutscher Historiker und Bibliothekar.

## Leben
Wilhelm Altmann war der Sohn des Adelnauer promovierten Pfarrers und späteren Königlichen Superintendenten Carl Friedrich Wilhelm Altmann und dessen Frau Ida geb. Heinersdorf. Aus einer musikalisch begabten Familie stammend, musizierte Wilhelm Altmann bereits während seiner Primanerzeit am Elisabet-Gymnasium in Breslau als Violinist bei Opernaufführungen im Breslauer Stadttheater. Anschließend studierte er Geschichte, Philologie und Staatswissenschaften an den Universitäten Marburg und Berlin. 1882 wurde er Mitglied der Verbindung Germania Marburg (seit 1899 Marburger Burschenschaft Germania). Als Amanuensis von Leopold von Ranke wurde er 1885 promoviert. Die Dissertation hatte die Wahl Albrecht II. zum Römischen König als Thema. 1886 wurde er Volontär, im selben Jahr Assistent und 1888 Kustos an der Universitätsbibliothek Breslau.
Nach seiner Versetzung an die Universitätsbibliothek Greifswald 1889 habilitierte er sich 1893 auf dem Gebiet der Historischen Hilfswissenschaften. In seiner Greifswalder Zeit als Privatdozent machte er als Historiker des Mittelalters durch Veröffentlichungen auf sich aufmerksam, unter anderem gab er die Regesten des Kaisers Sigismund heraus. Mit Ernst Bernheim veröffentlichte er eine Urkundensammlung zur deutschen Verfassungsgeschichte. 1890 gründete er dort einen Orchester-Verein, den Rudolf Schwartz bis 1895 dirigierte und Altmann von da ab selbst. In diesem Jahr lernte er Philipp Losch kennen und warb ihn als Mitarbeiter in der Universitätsbibliothek an.
Wilhelm Altmann wurde 1900 zum Oberbibliothekar ernannt und an die Königliche Bibliothek zu Berlin berufen. 1905 erhielt er den Charakter Professor. Als Mitglied der von Oskar Fleischer gegründeten Internationalen Musikgesellschaft verfasste er einen Vortrag mit dem Titel „Musikbibliotheken – ein frommer Wunsch“, in dem er die Gründung einer „Reichs-Musikbibliothek“ forderte, die „zum mindestens alle in Deutschland erschienenen musikalischen Werke in ihrer Urgestalt enthält, damit es endlich einen Ort gibt, wo man die Werke wenigstens jedes deutschen Komponisten, hoffentlich auch der meisten außerdeutschen, einsehen kann.“ Er rief alle Musikverleger auf, Musikalien gratis quasi als Pflichtexemplar einzusenden. Daraus entstand ein enormer Strom, der intensiv zu erfassen war. Altmann brach daher mit alten bibliothekarischen Systemen und Bräuchen und entwickelte effektivere, um diesem Ansturm gerecht zu werden. Dabei kamen ihm seine Kenntnisse als Historiker, der sich intensiv mit mittelalterlichen Regesten beschäftigt hatte, zugute. Neu war auch, dass er weibliche Hilfskräfte einstellte. In Berlin gründete er 1906 die „Deutsche Musiksammlung bei der königlichen Bibliothek“, die später mit der alten Musiksammlung unter seiner Leitung vereinigt wurde. Diese am Schinkelplatz gelegene Einrichtung wurde dadurch zum Sammelort dieser gratis eingesandten Musikalien. Von 1915 bis 1927 war Altmann Direktor der Musikabteilung der Preußischen Staatsbibliothek. Auch hier war Philipp Losch von 1906 bis 1915 ein enger Mitarbeiter Altmanns als Bibliotheksrat. Ab dem Gründungsjahr 1917 war Altmann Mitglied des Fürstlichen Instituts für musikwissenschaftliche Forschung in Bückeburg. Er war außerdem als Musikkritiker und Herausgeber von Partituren, Musikerbiografien und Literaturverzeichnissen tätig.
Wilhelm Altmann, selbst Violin-, Bratsche- und Streichquartettspieler, galt zu seiner Zeit als einer der besten Kenner der Kammermusikliteratur und verfasste mehrere Handbücher, in denen er eine Vielzahl an Werken für verschiedene Besetzungen besprach und aufführungspraktische Ratschläge erteilte. Er zeigte sich stets darum bemüht, den Musikern auch wertvolle Werke abseits des Standardrepertoires nahezulegen. Insgesamt kann sein Musikgeschmack als eher konservativ betrachtet werden. Modernen Strömungen, besonders der Zwölftonmusik, stand er sehr skeptisch gegenüber, was in den Werkbesprechungen häufig zum Ausdruck kommt. Gelegentlich konnte er sich allerdings auch für progressivere Musik erwärmen. Von seinen Arbeiten fand das Handbuch für Streichquartettspieler die wohl weiteste Verbreitung.
Wilhelm Altmann und seine Ehefrau Marie geb. Louis sind in Hildesheim, Peiner Straße auf dem Nordfriedhof (Zentralfriedhof) beigesetzt. Der Ehe von Wilhelm und Marie Altmann entstammen drei Kinder: Ulrich, Ursula und Berthold. Friedrich Altmann ist ein Cousin.

## Veröffentlichungen (Auswahl)
- Die Wahl Albrechts II. zum römischen Könige. Dissertation (1885).
- Der Römerzug Ludwigs des Baiern (1886), Digitalisat.
- Acta Nicolai Gramis (1889).
- Eberhard Windeckes Denkwürdigkeiten zur Geschichte des Zeitalters Kaiser Sigmunds. – zum ersten Male vollständig herausgegeben – , R. Gaertners Verlagsbuchhandlung, Berlin 1893.
- Die alte Frankfurter Deutsche Uebersetzung der Goldenen Bulle Kaiser Karls IV. (1897).
- (Bearb.) Böhmer, J.F., Regesta Imperii XI: Die Urkunden Kaiser Sigmunds 1410–1437, Innsbruck 1896–1900.
- Öffentliche Musikbibliotheken – Ein frommer Wunsch. In: Zeitschrift der internationalen Musikgesellschaft, Jg. 1903, H. 1, S. 1–17.
- Richard Wagners Briefe nach Zeitfolge und Inhalt (1905).
- Die künftige „Deutsche Musiksammlung“ bei der Königl. Bibliothek in Berlin. In: Zentralblatt für Bibliothekswesen, 23. Jg., 1906, H. 2, S. 66 ff.
- Ausgewählte Urkunden zur außerdeutschen Verfassungsgeschichte seit 1776, 2. vermehrte Auflage (1913).
- Ausgewählte Urkunden zur Brandenburgisch-Preußischen Verfassungs- und Verwaltungsgeschichte, Teil 1: 15.–18. Jahrhundert, 2. stark vermehrte Auflage (1914).
- Ausgewählte Urkunden zur Brandenburgisch-Preußischen Verfassungs- und Verwaltungsgeschichte, Teil 2: 1806–1849, 2. stark vermehrte Auflage (1915).[5]
- Die Kammermusikwerke von Friedrich Lux (1920).
- Handbuch für Streichquartettspieler, Bd. 1: Streichquartette (1927).
- Handbuch für Streichquartettspieler, Bd. 2: Streichquartette (1927).
- Handbuch für Streichquartettspieler, Bd. 3: Streichtrios, -quintette, -sextette, -oktette (1929).
- Einführung in Schuberts sogenanntes Forellen-Quintett op. 114 (Electrola Musikplatten EJ 334-357). Köln ca. 1929.
- Handbuch für Streichquartettspieler, Bd. 4: Musik für Streicher und Bläser (1930).
- Handbuch für Klaviertriospieler (1934).
- Handbuch für Klavierquintettspieler (1936).
- Handbuch für Klavierquartettspieler (1937).
- Otto Nicolais Tagebücher (1937).

Altmann überarbeitete und ergänzte außerdem Albert Tottmanns Führer durch den Violinunterricht (unter dem Titel Führer durch die Violinliteratur) und Paul Franks Kurzgefaßtes Tonkünstler-Lexikon (Neudruck der Ausgabe von 1936 mit ISBN 3-7959-0083-2).